# Хъмбър
Хъмбър (на английски: Humber) е река в Северна Англия. Характерно за нея е, че е къса, но изключително пълноводна. Има дължина 13 km. Образува се от сливането на реките Уз и Трент. Влива се в Северно море чрез голям естуар. Протича през град Кингстън ъпон Хъл.